# Raymond Réjaud
Raymond Réjaud, né le 6 avril 1914 à Courbevoie et décédé le 11 mars 2008 au Havre, est un homme politique français.